# Luca Marrone (criminologo)
Luca Marrone (Roma, 1973) è un criminologo, giornalista e docente universitario italiano.

## Biografia
Nato a Roma, ha compiuto studi classici, si è laureato in Giurisprudenza presso l’Università degli Studi di Roma "La Sapienza" e si è specializzato in criminologia e scienze forensi. È stato investigatore privato nell'ambito della difesa penale (Legge n. 397/2000) e ha svolto attività di consulente tecnico. Come docente collabora con la Libera Università Maria Santissima Assunta di Roma e l'Università degli Studi di Teramo.
Si interessa della correlazione tra ricerca scientifica in ambito criminologico e tecniche investigative e, in particolare, di modelli di profilazione criminale (criminal profiling); in tema di fenomenologie criminali, ha dedicato studi tra l'altro agli omicidi seriali, ai culti distruttivi, alla rilevanza criminologica delle parafilie.
Negli scritti criminologico-storiografici utilizza non di rado la letteratura e il cinema come fenomeni culturali fondamentali per entrare nello spirito dell’investigazione e della mente criminale. La sua produzione è spesso tesa all’individuazione di uno spazio comune di confronto, di dialogo e di collaborazione fra l’arte della scrittura e la scienza dei fatti (o delle prove), intrecciando le tappe della storia delle scienze criminologiche e forensi con le grandi opere della letteratura poliziesca, da Edgar Allan Poe a Arthur Conan Doyle. 
Nei contributi maggiormente orientati sulla casistica, ha ricostruito, attraverso fonti giornalistiche e giudiziarie, vicende criminali più o meno risalenti, proponendone una lettura criminologica attraverso le categorie della profilazione criminale e delle scienze forensi (ad esempio: il caso di Gino Girolimoni, il Mostro di Firenze, il Killer dello Zodiaco, l'assassinio di Aldo Moro e di Peppino Impastato, etc.).
Nel 2022 è stato finalista nella quarta edizione degli Investigation & Forensic Awards, per la categoria "Scienze criminologiche e Criminologia clinica".
Iscritto all'Albo dei Giornalisti come pubblicista, collabora con alcuni giornali on line scrivendo di cronaca nera e giudiziaria e true crime.

## Opere
- La scena del crimine. Storia e tecniche dell’investigazione scientifica, Kappa, Roma, 2011, ISBN 978-88-6514-297-4.
- Introduzione alle Scienze forensi, Kappa, Roma, 2012, ISBN 978-88-6514-077-2.
- La professione del criminalista e altri scritti sull’investigazione, Kappa, Roma, 2013, ISBN 978-88-6514-188-5.
- Il consulente investigativo. Metodologia e ambiti operativi, Gangemi, Roma, 2013, ISBN 978-88-492-2726-0.
- Delitti al microscopio. L’evoluzione storica delle scienze forensi, Gangemi, Roma, 2014, ISBN 978-88-492-7962-7.
- Dalla scena del delitto al criminal profiling. Temi di investigazione criminale, EdUP, Roma, 2015, ISBN 978-88-8421-288-7.
- Nozioni di psicologia investigativa, Kappa, 2015, ISBN 978-88-6514-222-6.
- Compendio di criminologia investigativa, Kappa, 2016, ISBN 978-88-6514-261-5.
- L’esame della scena del crimine. Il sopralluogo nell’indagine penale, TPM, Padova, 2017, ISBN 978-88-9759-813-8.
- Appunti di criminologia. Lo studio del delitto e le sue applicazioni, Bulzoni, Roma, 2017, ISBN 978-88-6897-087-1.
- Lezioni di criminologia, Kappa, Roma, 2018, ISBN 978-88-6514-297-4.
- Il Mostro di Firenze. Scene del delitto e profili criminologici (con M. Marrazzo), EdUP, Roma, 2020, ISBN 978-88-8421-323-5.
- Il Mostro di Roma. Delitto, devianza e reazione sociale nell’Italia del Ventennio, Aras Edizioni, Fano (PU), 2020, ISBN 978-88-9991-394-6.
- Profili criminali. Ricerca criminologica e investigazione, Bulzoni, Roma, 2022, ISBN 978-88-6897-261-5.
- Block notes di un criminologo. Articoli, relazioni e soliloqui, EdUP, Roma, 2022, ISBN 978-88-8421-321-1.
- L’ombra del Mostro di Firenze. Frammenti di un’indagine senza fine, Independently published, 2024, ISBN 979-88-7551-812-6.
- Prima della conciliazione. Il contributo del barone Carlo Monti alla soluzione della Questione romana, Independently published, 2024, ISBN 979-88-8309-074-4.
- Sherlock Holmes e la logica del delitto. Criminologia e analisi investigativa in Arthur Conan Doyle, EdUP, Roma, 2024, ISBN 978-88-8421-396-9
- Un criminologo in redazione. Investigazione e criminologia tra cronaca e fiction, Bulzoni, Roma, 2025, ISBN 978-88-6897-354-4